# Małgorzata Glinka-Mogentale
Małgorzata Glinka-Mogentale, född Glinka 30 september 1978 i Warsawa, Polen är en tidigare volleybollspelare (spiker). 
Glinkade började sin karriär 1993 när hon debuterade i polska högstaligan med Skra Warszawa i hemstaden Warszawa. Efter tre säsonger gick hon vidare till MKS Andrychów, med vilka hon vann sin första titel polska cupen 1996. Hon debuterade i landslaget 1997. Året därpå flyttade hon till MKS Kalisz.
Säsongen 1999-00 flyttade han till Vicenza Volley i italienska serie A1. Med dem vann han CEV Cup (numera kallad CEV Challenge Cup) och den italienska supercupen 2001. Med landslaget vann hon guld vid EM 2003, då hon själv utsåg till mest värdefulla spelare. 
Till säsongen 2003/2004 gick hon över till Asystel Volley, där hon stannade två säsonger och vann en italiensk supercup och en italiensk cup. Med landslaget tog hon åter guld vid EM 2005.
På klubbnivå gick hon 2005/2006 till RC Cannes i Ligue A i Frankrike. Med dem blev hon fransk mästare och cupvinnare innan hon nästa säsong flyttade vidare till CAV Murcia 2005 i Spanien. Med dem blev hon både spansk mästare och spansk cupvinnare två gånger samt vann Top Teams Cup (numera CEV Cup). Efter OS 2008 gjorde hon ett tävlingsuppehöll för att föda barn.
Säsongen 2010/2011 började hon spela igen, nu med turkiska VakıfBank Güneş Sigorta SK i Voleybol 1. Ligi. Under hennes två säsonger med klubben vann de CEV Champions League både 2010/2011 och 2012/2013. Vid den första segern utsågs hon till mest värdefulla spelare. Glinka återvände till Polen för säsongen 2013/2014 för spel med Chemik Police, med vilken han vann den polska cupen 2013/2014, polska mästerskapet 2013/2014 och 2014/2015 samt polska supercupen 2014. I augusti 2015 meddelade Glinka att hon går i pension.